# Arteriolosklerose
Die Arteriolosklerose ist eine Gefäßerkrankung der Arteriolen, also der kleinsten Arterien. Sie heißt auch hypertensive Mikroangiopathie, weil Bluthochdruck als wesentliche Ursache angenommen wird; ein weiterer wichtiger Risikofaktor ist Diabetes mellitus. Größte Bedeutung hat die Arteriolosklerose in der Niere, wo sie zur Niereninsuffizienz durch Atrophie der jeweiligen Nephrone führen kann, sowie im Gehirn, wo Mikroaneurysmen und Einblutungen resultieren können.
Die Arteriolosklerose beginnt mit einer hyalinen Verdickung der innersten Gefäßschicht, die im weiteren Verlauf auf die übrigen Wandschichten übergreift und das Gefäß einengt. Die Wandschichten werden dabei homogener und zellärmer. Es wird vermutet, dass durch den Blutdruck „abgepresste“ Plasmabestandteile ursächlich sind, aber auch vom Endothel synthetisierte Proteine scheinen eine Rolle zu spielen.

## Geschichte
Henry Sutton (1836/1837–1891) und der ebenfalls als Arzt am Guy’s Hospital in London wirkende William Gull stellten bei ihren Forschungen zur Nierenschrumpfung 1872 fest, dass die in Verbindung mit einer Arterienerkrankung gebrachte Schrumpfung und Atrophie der Nieren auf eine allgemeine Erkrankung der Gefäße zurückzuführen ist, die sie als Arterio-Capillary-Fibrosis bezeichneten und die später Arteriolosklerose genannt wurde.
Um 1951 beschrieben Zollinger (Zürich 1950) und G. W. Pickering (London 1952) Übergänge von der Arteriolosklerose (mit relativ gutartiger Hypertonie) zur gefährlicheren Arteriolonekrose (mit maligner Nephrosklerose Fahr).